# Локомотивная бригада

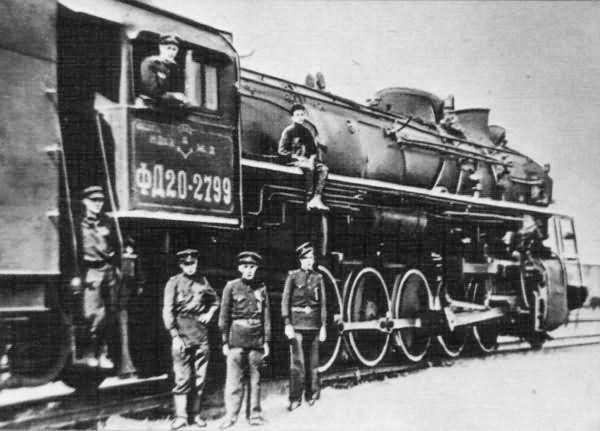
Локомотивная бригада паровоза ФД

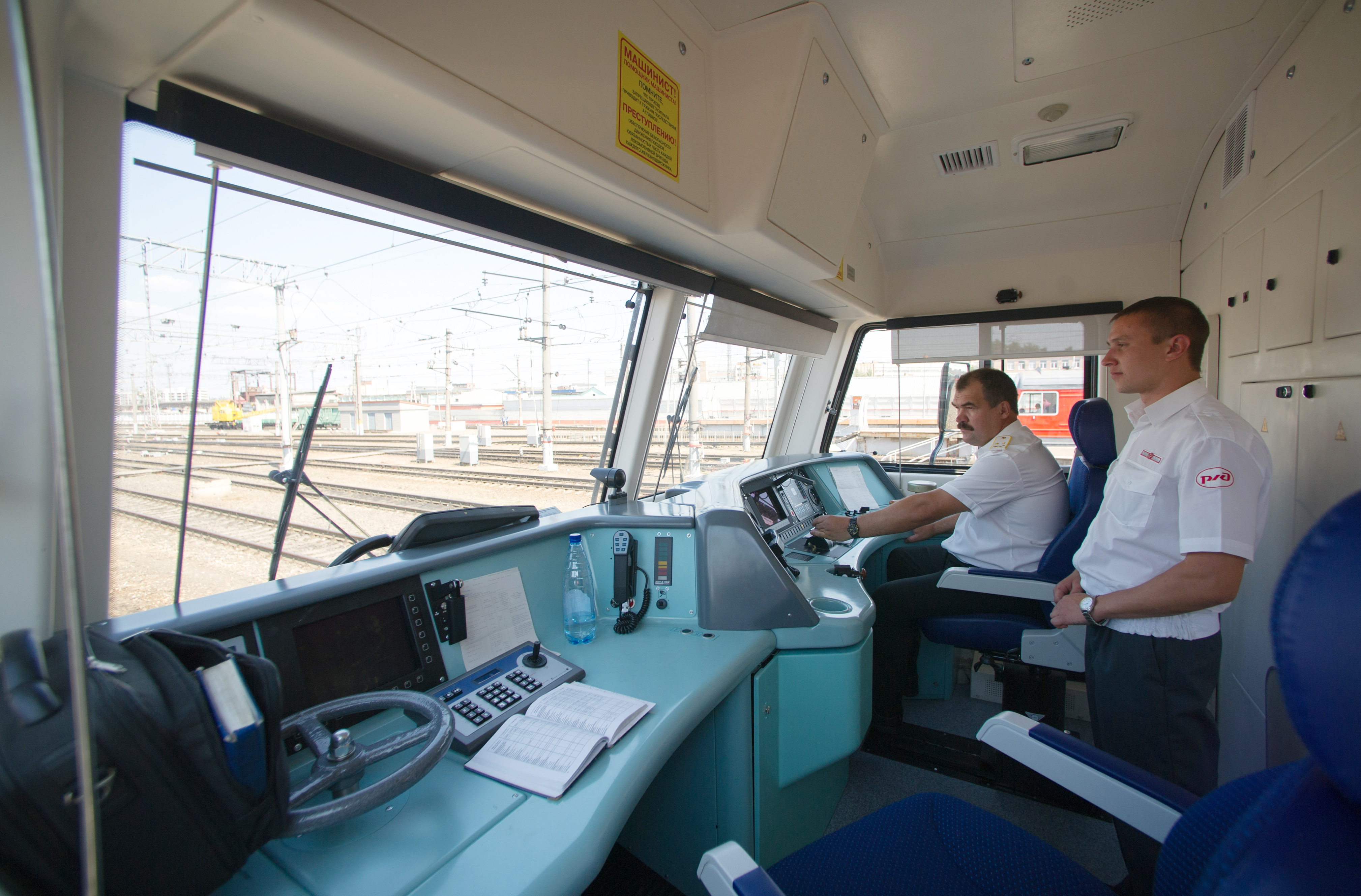
Локомотивная бригада электропоезда ЭД4М

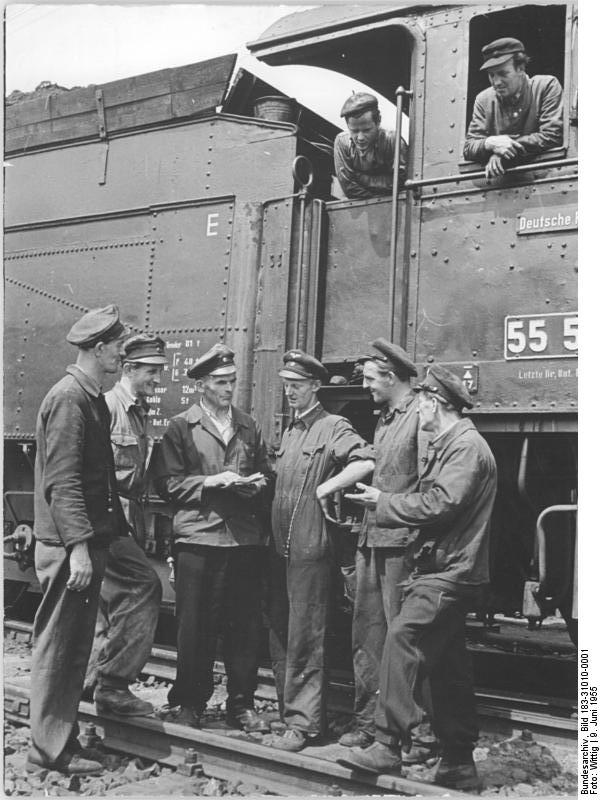
Локомотивные бригады у паровоза. 1955 год, ГДР

Локомотивная бригада — группа инженерно-технических работников на железнодорожном транспорте на которую возлагается обязанность обслуживания локомотива (тепловоза, электровоза, паровоза, МВПС) и безопасное ведение поезда.
В состав локомотивной бригады, обычно, входят два человека — это машинист, возглавляющий бригаду и его помощник.
Ранее, при паровозной тяге, в паровозную бригаду, кроме машиниста и его помощника, входили: кочегар (на мощных паровозах могло быть два кочегара, а на паровозах с углеподатчиком кочегар мог отсутствовать), а также смазчик, причём смазчик работал только при обслуживании паровоза в депо, а остальные члены бригады вели паровоз и обслуживали его в пути следования.
При переходе на тепловозную тягу из состава локомотивной бригады постепенно были исключены смазчик и кочегар, однако некоторое время существовала должность дизелиста, который следил за работой дизеля в пути следования. С ростом надёжности тепловозов надобность в дизелисте отпала.
В ряде случаев, при переходе к управлению локомотивом непосредственно машинистом, термин локомотивная бригада стал выходить из употребления.
Машинист при управлении локомотивом должен соблюдать сигналы светофоров на станции и все служебные приказы и распоряжения движенцев: дежурного по станции, а на перегоне — поездного диспетчера. Машинист и его помощник, находясь на станции или приближаясь к ней, сразу поступают в оперативное подчинение дежурному по станции и не имеют права без его разрешения выполнять операции движения.